# Napoléon (1852)
El Napoléon fue un navío de línea con propulsión mediante vapor perteneciente a la Marina francesa, armado con 90 cañones. Fue el primer navío de línea del mundo con propulsión mediante máquina de vapor que accionaba una hélice, construido específicamente para propósito militar. También es considerado el primer barco de guerra a vapor construido específicamente para tal fin, y el primer barco de uso militar que usó hélices. Fue botado en 1850, como el cabeza de serie de nueve navíos, todos considerados muy exitosos y construidos en un período de 10 años, entrando en servicio dos años después. Esta clase de nave fue concebida por el famoso diseñador naval Charles Henri Dupuy de Lôme.

## Contexto tecnológico
Antes de la aprobación experimental del uso de hélices para la propulsión en los buques de guerra, en la década de 1840, la tecnología de vapor disponible sólo era usada con ruedas de palas laterales, que, debido a su posicionamiento en el costado del casco y a la maquinaria de gran tamaño que éstas requerían, no eran compatibles con el diseño del armamento en los laterales de los buques de línea.

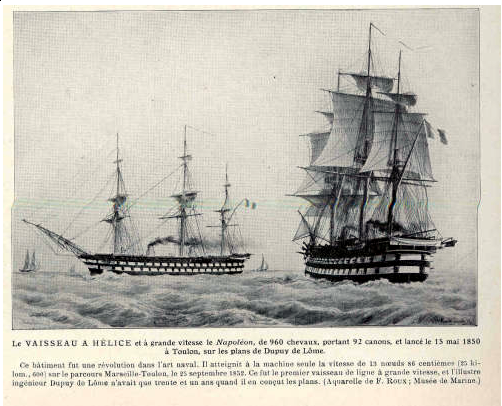
Dos vistas del Napoléon. Puede observarse la popa redondeada.

Charles Henri Dupuy de Lôme concibió y llevó a cabo el más audaz plan de diseño de una hélice de propulsión con su correspondiente motor, y en 1847 recibió una orden para la construcción del Napoléon. Su éxito fue tal, que obligó al resto de las flotas del mundo a realizar las reformas de sus naves. El buque fue botado en 1850, y en 1852 realizó las pruebas, donde alcanzó una velocidad cercana a los 14 nudos. Durante la Guerra de Crimea, su destacado desempeño atrajo gran atención, y los barcos de su clase empezaron a fabricarse en gran número. Tenía 77 m de eslora, 17 de manga, un desplazamiento de 5000 toneladas y dos cubiertas de cañones. Su diseño demostró una combinación de audacia y prudencia. Se mantuvieron las buenas cualidades de la línea de navegación de los buques de guerra que habían sido garantizados por el genio de Sané y sus colegas, que se complementaban con las nuevas condiciones que obtuvieron por la introducción de la propulsión a vapor y el suministro de carbón de lastre de fondo.

## La evolución de otras Marinas
A partir de 1844-45, la "Entente" anglo-francesa comienza a resquebrajarse tras la intervención de Francia en Tahití y en Marruecos, y la publicación de folletos en francés abogando por un mayor poderío de la Marina (“Notes sur l'état des forces navales” publicadas por el príncipe de Joinville), condujeron a una carrera armamentística naval.
El Reino Unido ya poseía algunas unidades costeras con propulsión a vapor mediante hélice en la década de 1840, llamadas "blockships", que eran conversiones de los pequeños navíos tradicionales en baterías flotantes con una plataforma de jurado, con un motor mediano de 450 HP para velocidades de 5,8 a 8,9 nudos. Sin embargo, el Napoléon fue el primer barco de guerra regular a vapor en ser botado.

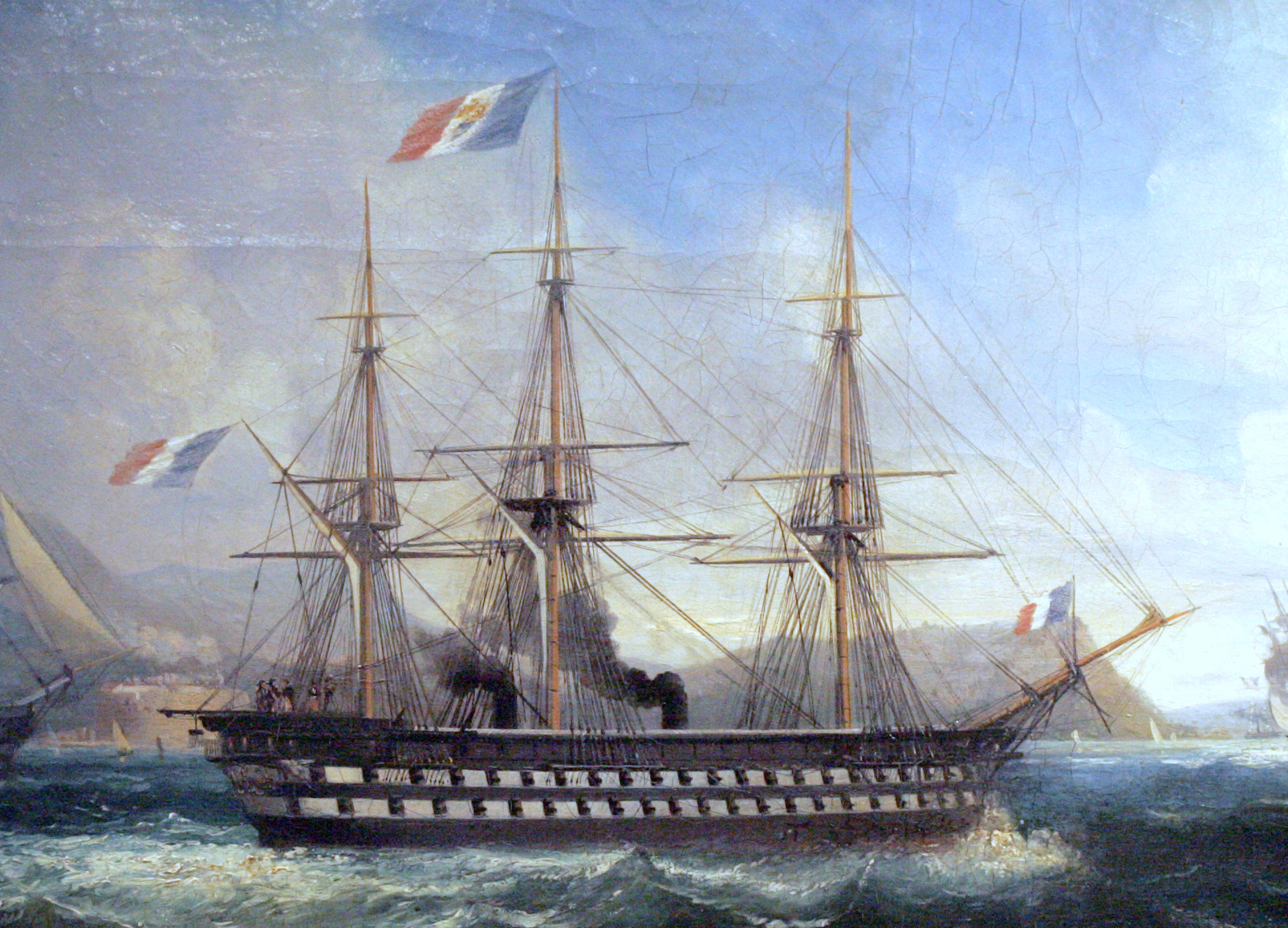
Detalle del Napoléon en Tolón en 1852, año de su entrada en servicio.

En 1846, Gran Bretaña había diseñado un navío con hélice a vapor llamado James Watt, pero el proyecto fue abandonado. Finalmente en 1852 fue construido el HMS Agamemnon, ordenado en 1849 y entregado a la Royal Navy en 1853 como una respuesta a los rumores sobre el desarrollo de Francia. La renuencia británica a comprometerse con el navío de vapor al parecer provenía de sus compromisos a largo plazo, ya que la armada británica debía ser operativa en todo el mundo, para lo cual, hasta ese momento, la vela seguía siendo el modo más fiable de propulsión.
Al final, Francia y Gran Bretaña fueron los únicos dos países en desarrollar flotas de buques de navíos de línea de madera, aunque se sabe que algunas otras marinas han tenido al menos una unidad, construidas o adaptadas con el apoyo técnico británico, como es el caso de Rusia, Turquía, Suecia, Reino de las Dos Sicilias (Nápoles), Dinamarca y Austria. En total, Francia construyó 10 nuevos navíos de línea de vapor de madera y convirtió 28 de las unidades de mayor porte, mientras que Gran Bretaña construyó 18 y convirtió 41 en total.

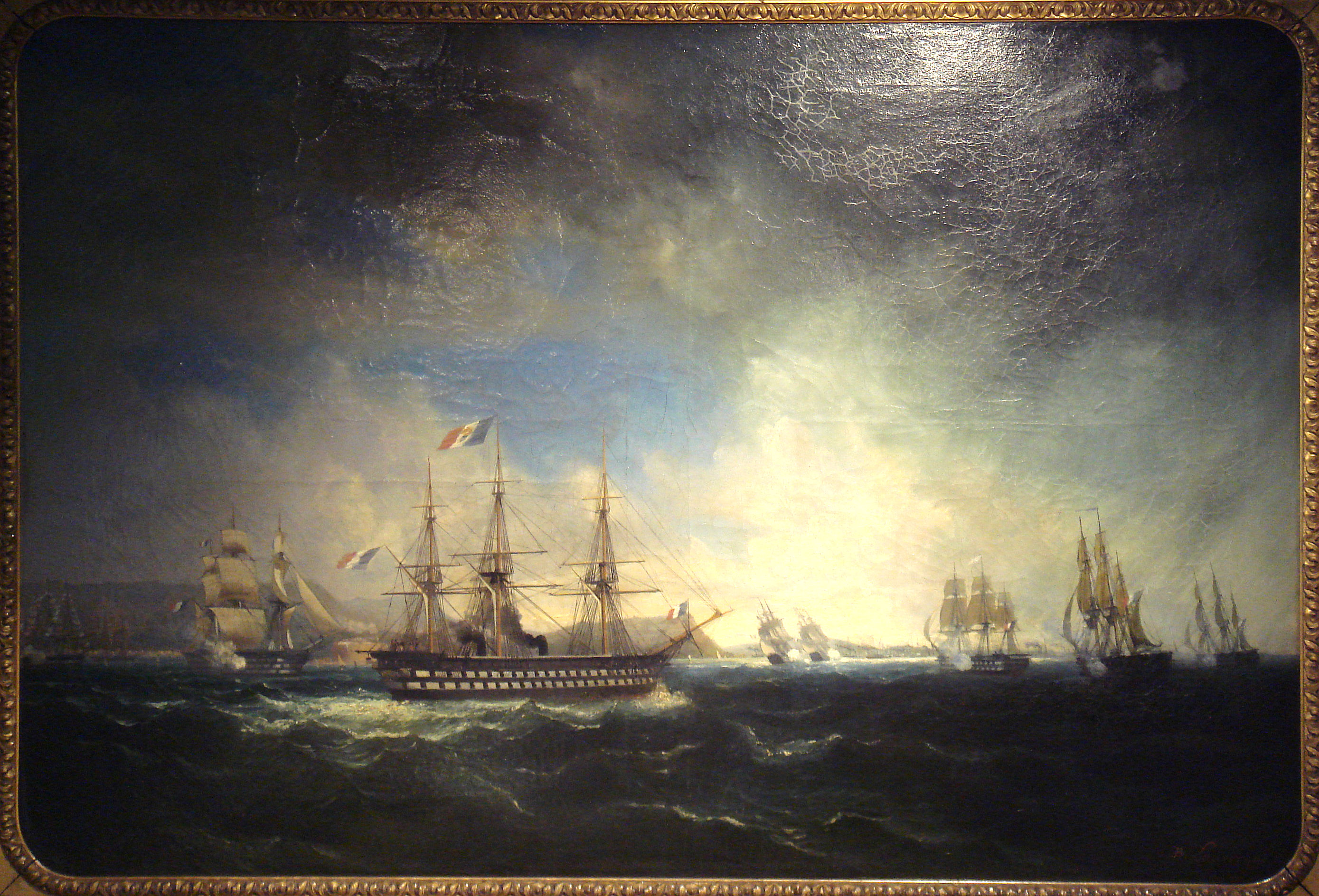
El Napoléon durante la Revista Naval de 1852 en Tolón.

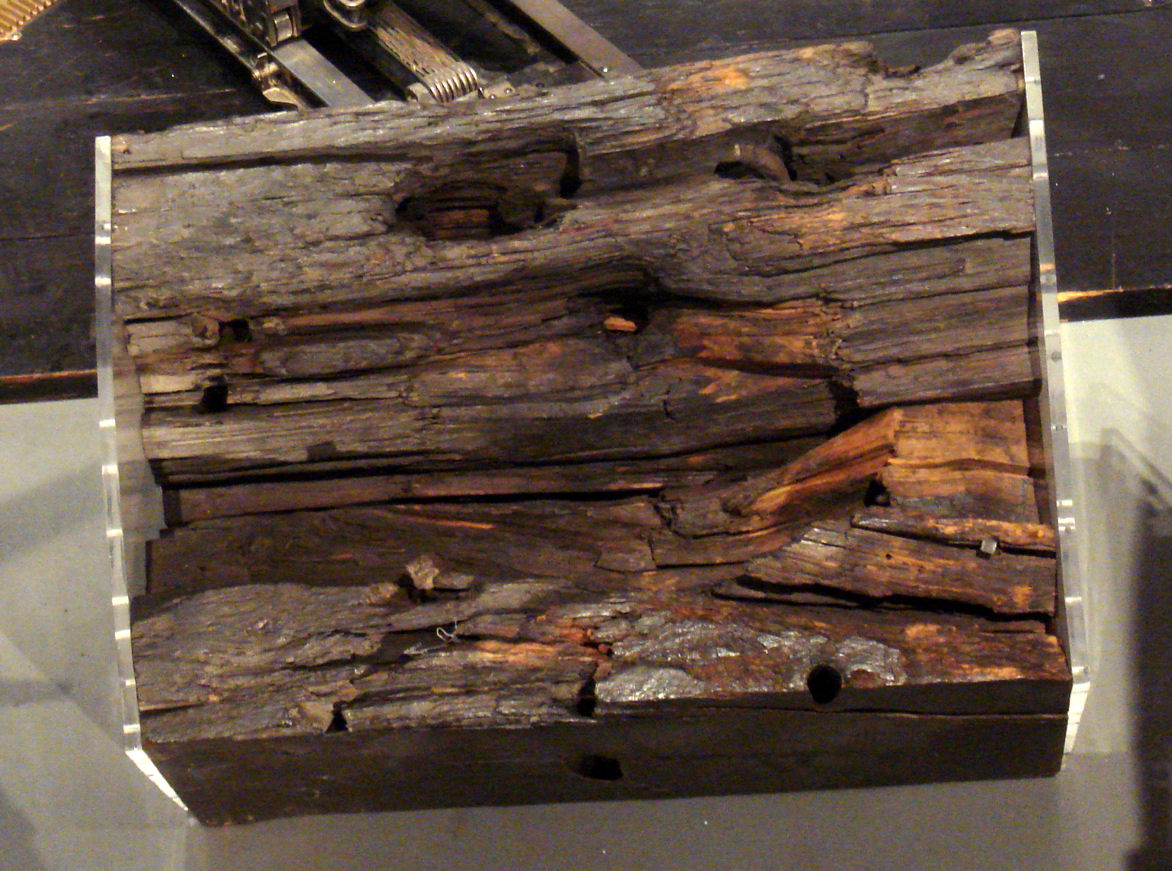
Placa de madera del navío de línea Napoléon, alcanzado por un cañonazo durante la guerra de Crimea.